# Yuri Kisil
Yuri Kisil, född 18 september 1995, är en kanadensisk simmare. 

## Karriär
Kisil tävlade i fyra grenar för Kanada vid olympiska sommarspelen 2016 i Rio de Janeiro. Han tog sig till semifinal på 100 meter frisim och blev utslagen i försöksheatet på 50 meter frisim. Kisil var även en del av Kanadas lag som slutade på 7:e plats på 4x100 meter frisim och som blev utslagna i försöksheatet på 4x100 meter medley.
Vid olympiska sommarspelen 2020 i Tokyo tog sig Kisil till semifinal på 100 meter frisim, där han slutade på åttonde plats i sitt heat och blev utslagen. Kisil var även en del av Kanadas lag som slutade på fjärde plats på 4x100 meter frisim och som satte ett nytt nationsrekord.
I december 2021 vid kortbane-VM i Abu Dhabi var Kisil en del av Kanadas lag som tog guld på 4×50 meter mixed frisim.

## Personliga rekord
| Långbana (50 meter) - 50 meter frisim – 22,02 (Tokyo, 12 augusti 2018) - 100 meter frisim – 48,15 (Tokyo, 27 juli 2021) - 200 meter frisim – 1.48,90 (Toronto, 5 april 2016) | Kortbana (25 meter) - 50 meter frisim – 21,37 (Neapel, 10 september 2021) - 100 meter frisim – 46,63 (Budapest, 15 november 2020) - 200 meter frisim – 1.44,10 (Sherbrooke, 24 februari 2017) |